# Darren Rumble
Darren William Rumble (né le 23 janvier 1969 à Barrie, dans la province de l'Ontario au Canada) est un joueur professionnel canadien de hockey sur glace.

## Carrière de joueur
Choix de premier tour des Flyers de Philadelphie lors du repêchage de la Ligue nationale de hockey de 1987, il entama sa carrière professionnelle avec les Bears de Hershey, alors club-école de Flyers. Il y joua trois saisons complètes, ainsi qu'un bref séjour de trois parties avec Philadelphie, avant de rejoindre les Sénateurs d'Ottawa lors du repêchage d'expansion de la LNH 1992.
Il saisit alors l'opportunité de faire sa place dans la LNH et joua deux saisons avec les Sénateurs. Par contre, il fut envoyé dans la Ligue américaine de hockey lors de sa troisième saison avec l'organisation ontarienne. Ensuite, il signa à nouveau avec les Flyers mais ne réussit pas à se garder un poste permanent avec le club. Jouant alors pour les Phantoms de Philadelphie, il remporta le trophée Eddie-Shore remit au meilleur défenseur de la LAH.
En 1997-1998, il évolua pour le Adler Mannheim en Allemagne avant d'aller terminer la saison avec les Dragons de San Antonio dans la Ligue internationale de hockey. Au cours des saisons qui suivirent, il continua d'évoluer dans les ligues mineures d'Amérique du Nord. Il joua aussi brièvement pour les Blues de Saint-Louis en 2000-2001.
Le 11 septembre 2002, il signa un contrat avec le Lightning de Tampa Bay. À sa deuxième saison avec l'équipe 2003-2004 de l'organisation, il inscrivit son nom sur la Coupe Stanley bien qu'il n'atteignît pas les critères requis : le Lightning demanda à la LNH de l'inscrire car il avait passait la majorité de la saison avec l'équipe à titre de réserviste. La ligue accepta cette exception. La saison suivante, il ne joua que dix parties avec les Falcons de Springfield car il accepta un poste d'assistant entraîneur avec cette même équipe en cours de saison.
Il fut par la suite entraîneur-chef des Admirals de Norfolk pour la saison 2008-2009.

## Statistiques
| Saison     | Équipe                              | Ligue      |     | Saison régulière | Saison régulière | Saison régulière | Saison régulière | Saison régulière |   | Séries éliminatoires | Séries éliminatoires | Séries éliminatoires | Séries éliminatoires | Séries éliminatoires |
| Saison     | Équipe                              | Ligue      | PJ  | B                | A                | Pts              | Pun              | PJ               | B | A                    | Pts                  | Pun                  |                      |                      |
| 1985-1986  | Colts de Barrie                     | OHA-B      | 46  | 14               | 32               | 46               | 91               | -                | - | -                    | -                    | -                    |                      |                      |
| 1986-1987  | Rangers de Kitchener                | LHO        | 64  | 11               | 32               | 43               | 44               | 4                | 0 | 1                    | 1                    | 9                    |                      |                      |
| 1987-1988  | Rangers de Kitchener                | LHO        | 55  | 15               | 50               | 65               | 64               | -                | - | -                    | -                    | -                    |                      |                      |
| 1988-1989  | Rangers de Kitchener                | LHO        | 46  | 11               | 29               | 40               | 25               | 5                | 1 | 0                    | 1                    | 2                    |                      |                      |
| 1989-1990  | Bears de Hershey                    | LAH        | 54  | 2                | 13               | 15               | 31               | -                | - | -                    | -                    | -                    |                      |                      |
| 1990-1991  | Bears de Hershey                    | LAH        | 73  | 6                | 35               | 41               | 48               | 3                | 0 | 5                    | 5                    | 2                    |                      |                      |
| 1990-1991  | Flyers de Philadelphie              | LNH        | 3   | 1                | 0                | 1                | 0                | -                | - | -                    | -                    | -                    |                      |                      |
| 1991-1992  | Bears de Hershey                    | LAH        | 79  | 12               | 54               | 66               | 118              | 6                | 0 | 3                    | 3                    | 2                    |                      |                      |
| 1992-1993  | Senators de New Haven               | LAH        | 2   | 1                | 0                | 1                | 0                | -                | - | -                    | -                    | -                    |                      |                      |
| 1992-1993  | Sénateurs d'Ottawa                  | LNH        | 69  | 3                | 13               | 16               | 61               | -                | - | -                    | -                    | -                    |                      |                      |
| 1993-1994  | Senators de l'Île-du-Prince-Édouard | LAH        | 3   | 2                | 0                | 2                | 0                | -                | - | -                    | -                    | -                    |                      |                      |
| 1993-1994  | Sénateurs d'Ottawa                  | LNH        | 70  | 6                | 9                | 15               | 116              | -                | - | -                    | -                    | -                    |                      |                      |
| 1994-1995  | Senators de l'Île-du-Prince-Édouard | LAH        | 70  | 7                | 46               | 53               | 77               | 11               | 0 | 6                    | 6                    | 4                    |                      |                      |
| 1995-1996  | Bears de Hershey                    | LAH        | 58  | 13               | 37               | 50               | 83               | 5                | 0 | 0                    | 0                    | 6                    |                      |                      |
| 1995-1996  | Flyers de Philadelphie              | LNH        | 5   | 0                | 0                | 0                | 4                | -                | - | -                    | -                    | -                    |                      |                      |
| 1996-1997  | Phantoms de Philadelphie            | LAH        | 72  | 18               | 44               | 62               | 83               | 7                | 0 | 3                    | 3                    | 19                   |                      |                      |
| 1996-1997  | Flyers de Philadelphie              | LNH        | 10  | 0                | 0                | 0                | 0                | -                | - | -                    | -                    | -                    |                      |                      |
| 1997-1998  | Adler Mannheim                      | EHL        | 4   | 0                | 1                | 1                | 4                | -                | - | -                    | -                    | -                    |                      |                      |
| 1997-1998  | Adler Mannheim                      | DEL        | 21  | 2                | 7                | 9                | 18               | -                | - | -                    | -                    | -                    |                      |                      |
| 1997-1998  | Dragons de San Antonio              | LIH        | 46  | 7                | 22               | 29               | 47               | -                | - | -                    | -                    | -                    |                      |                      |
| 1998-1999  | Griffins de Grand Rapids            | LIH        | 53  | 6                | 22               | 28               | 44               | -                | - | -                    | -                    | -                    |                      |                      |
| 1998-1999  | Grizzlies de l'Utah                 | LIH        | 10  | 1                | 4                | 5                | 10               | -                | - | -                    | -                    | -                    |                      |                      |
| 1999-2000  | Griffins de Grand Rapids            | LIH        | 29  | 3                | 10               | 13               | 20               | -                | - | -                    | -                    | -                    |                      |                      |
| 1999-2000  | IceCats de Worcester                | LAH        | 39  | 0                | 17               | 17               | 31               | 9                | 0 | 2                    | 2                    | 6                    |                      |                      |
| 2000-2001  | IceCats de Worcester                | LAH        | 53  | 6                | 24               | 30               | 65               | 8                | 0 | 1                    | 1                    | 10                   |                      |                      |
| 2000-2001  | Blues de Saint-Louis                | LNH        | 12  | 0                | 4                | 4                | 27               | -                | - | -                    | -                    | -                    |                      |                      |
| 2001-2002  | IceCats de Worcester                | LAH        | 60  | 3                | 29               | 32               | 48               | 3                | 0 | 4                    | 4                    | 2                    |                      |                      |
| 2002-2003  | Falcons de Springfield              | LAH        | 33  | 5                | 17               | 22               | 18               | -                | - | -                    | -                    | -                    |                      |                      |
| 2002-2003  | Lightning de Tampa Bay              | LNH        | 19  | 0                | 0                | 0                | 6                | -                | - | -                    | -                    | -                    |                      |                      |
| 2003-2004  | Bears de Hershey                    | LAH        | 5   | 2                | 0                | 2                | 6                | -                | - | -                    | -                    | -                    |                      |                      |
| 2003-2004  | Lightning de Tampa Bay              | LNH        | 5   | 0                | 0                | 0                | 2                | -                | - | -                    | -                    | -                    |                      |                      |
| 2004-2005  | Falcons de Springfield              | LAH        | 10  | 0                | 1                | 1                | 4                | -                | - | -                    | -                    | -                    |                      |                      |
| Totaux LNH | Totaux LNH                          | Totaux LNH | 193 | 10               | 26               | 36               | 216              | -                | - | -                    | -                    | -                    |                      |                      |

## Trophées et honneurs personnels
- Ligue américaine de hockey
  - 1995 : nommé dans la 2e équipe d'étoiles
  - 1997 : nommé dans la 1re équipe d'étoiles
  - 1997 : remporta le trophée Eddie-Shore